# Heilig-Geist-Spital (Augsburg)

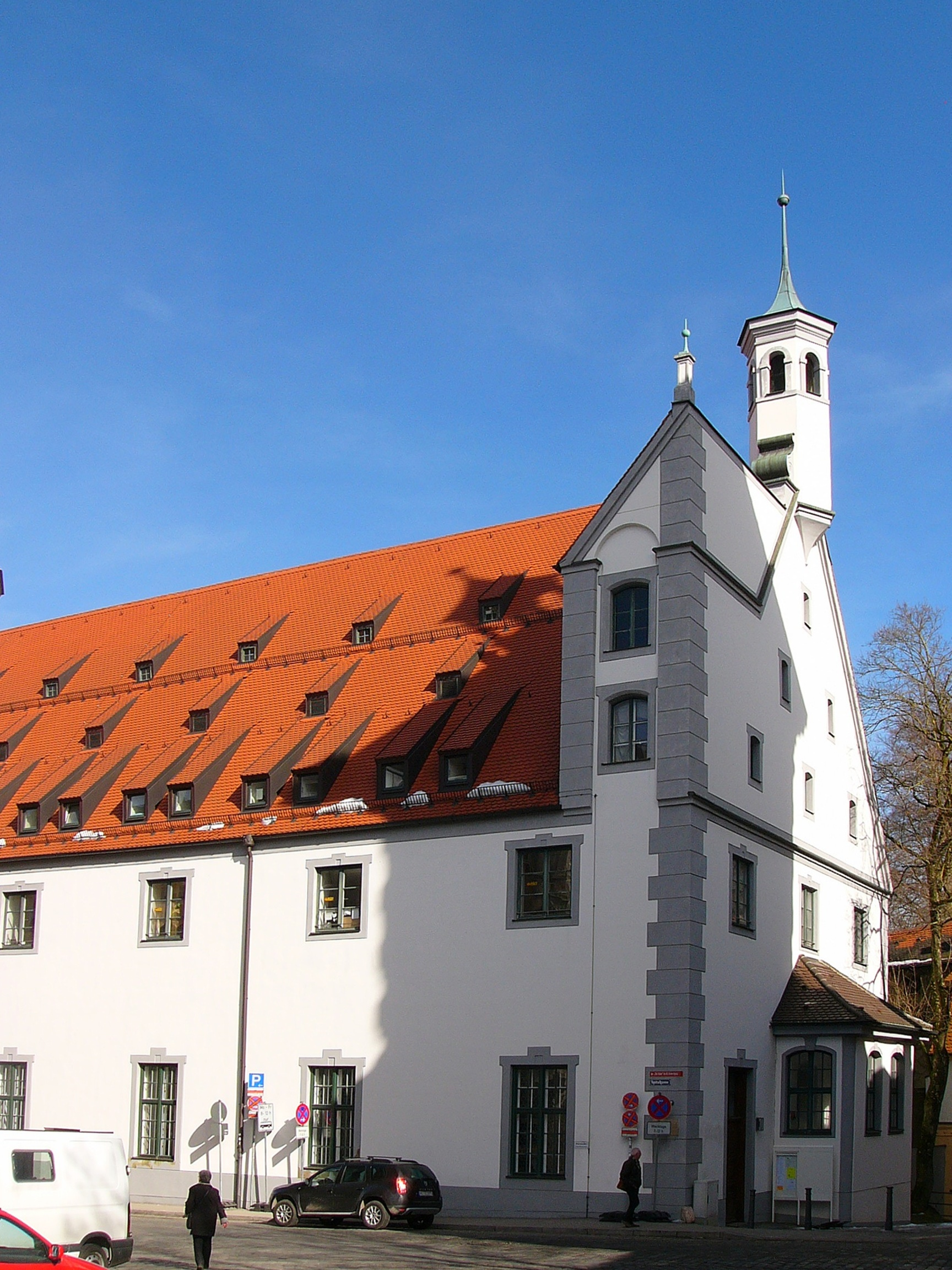
Das Heilig-Geist-Spital in der Spitalgasse

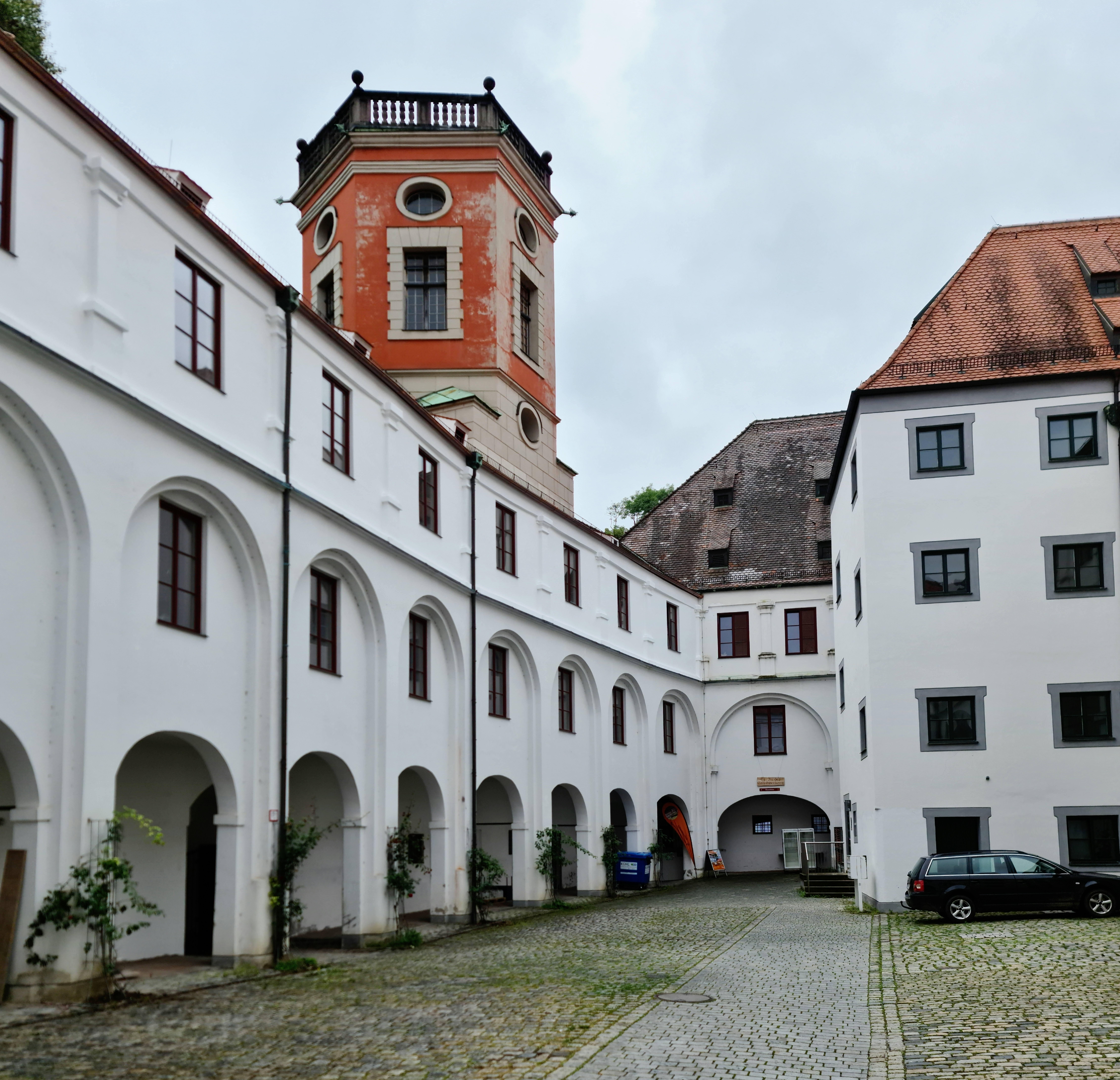
Innenhof mit dem Kastenturm

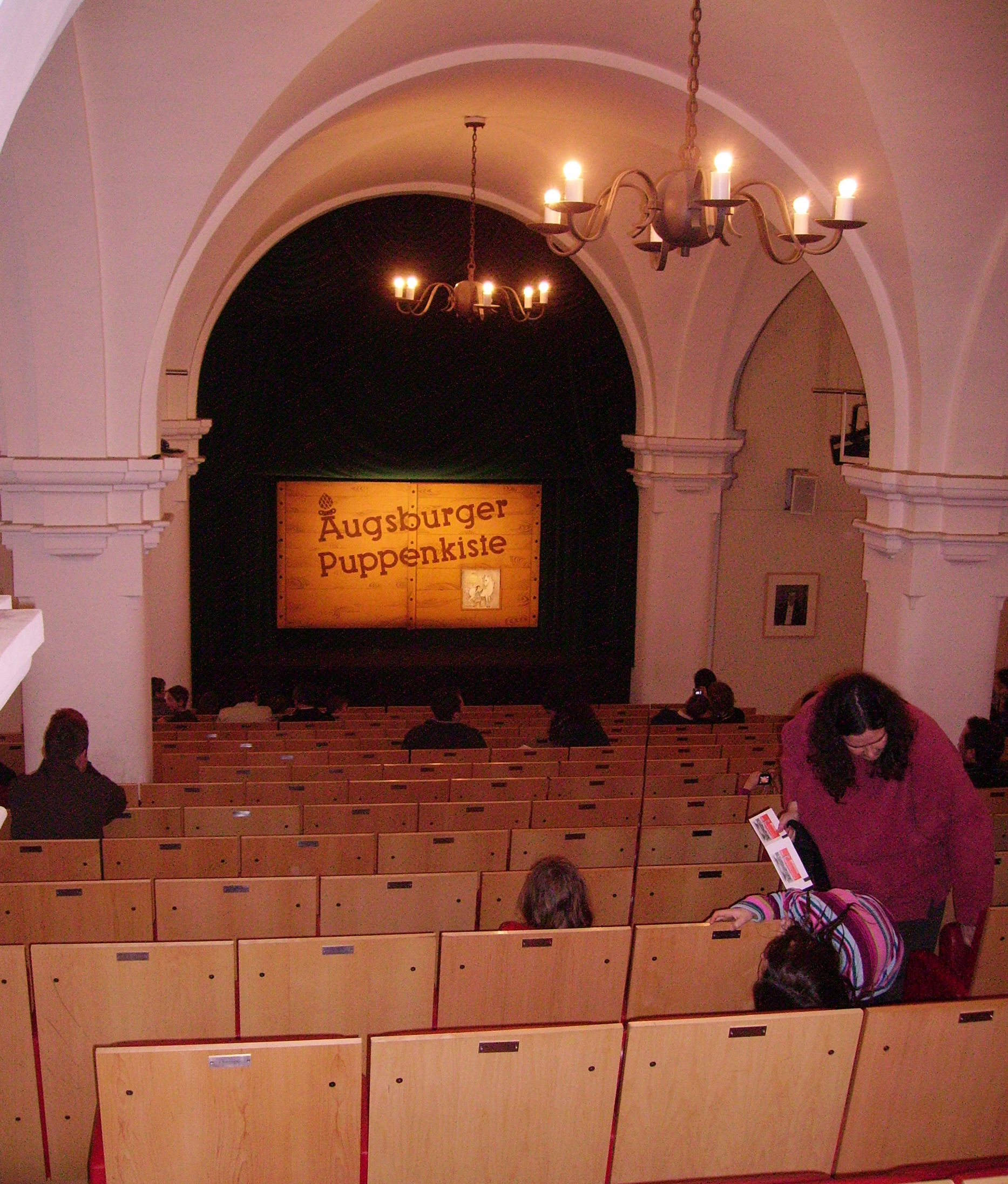
Die Bühne der Puppenkiste unter den Jochbögen der ehemaligen Kapelle

Das Heilig-Geist-Spital am Roten Tor in Augsburg war die älteste städtische Einrichtung zur Versorgung von Kranken und Alten in der Reichsstadt. Die jetzige Renaissance-Vierflügelanlage mit dem unregelmäßigen Innenhof wurde 1623 bis 1631 vom Augsburger Stadtbaumeister Elias Holl geschaffen; den Westflügel setzte Holls Nachfolger Jörg Höbel um.
Heute wird das Heilig-Geist-Spital nicht mehr als Krankenhaus genutzt. Es beherbergt Ateliers, eine Tagespflege, Seniorenwohnungen und die Augsburger Puppenkiste, sowie seit 2001 das Augsburger Puppentheatermuseum („Die Kiste“).

## Anlage
Das Heilig-Geist-Spital nimmt die Adressen Spitalgasse 11/15/17 sowie Beim Rabenbad 6 ein. Der Hauptbau befindet sich an der Spitalgasse. An seiner Nordseite ist die kurze Sackgasse Beim Rabenbad; nördlich davon ein ehemaliges Kloster. Vom Rabenbad aus gelangt man durch einen Torbogen in den Innenhof des Spitals. Von dort führen linker Hand zwei weitere Tore zu den Roten-Torwall-Anlagen sowie in den Handwerkerhof mit dem Unteren Brunnenmeisterhaus und zur Anlage des ehemaligen Wasserwerks am Roten Tor mit den Wassertürmen. Derzeit ist in diesem Durchgang zum Handwerkerhof ein Gittertor installiert, welches nur zu den Öffnungszeiten des Schwäbischen Handwerkermuseums geöffnet ist.
Der Brunnenbach ist beim Spital überbaut, damit sein Wasser nicht verunreinigt werden konnte. Am östlichen Flügel des Heilig-Geist-Spitals befindet sich der Kastenturm (auch Spitalturm genannt), welcher seit 1599 die drei Augsburger Prachtbrunnen über mehrere Jahrhunderte mit Brunnenwasser versorgte.

## Geschichte
Das Spital geht auf eine Gründung des Bischofs Ulrich von Augsburg (923–973) zurück. Es ist seit 1150 unter dem Namen Heilig-Geist-Spital bezeugt.
Ursprünglich befand sich das Spital außerhalb der Stadtmauern, etwa dort, wo sich heute die Schule vor dem Roten Tor befindet. Es wurde finanziell von einer Hospitalstiftung und den Erträgen des großen Landbesitzes dieser Stiftung im Augsburger Umland getragen.
Im 16. Jahrhundert errichtete man an der heutigen Stelle innerhalb der Stadt einen großen spätgotischen Bau und das Spital zog dorthin um. Dieses Gebäude stürzte jedoch um das Jahr 1600 teilweise ein. Daher beauftragte man den Stadtbaumeister Elias Holl mit dem Neubau des Spitals. 1648 wurde im Westfälischen Frieden für die freie Reichsstadt Augsburg die Parität beschlossen und die Heilig-Geist-Spital-Stiftung wurde nun zu einer paritätischen Stiftung mit paritätischer Verwaltung.
Die Stiftung verlor beim Reichsdeputationshauptschluss 1803 ihr Vermögen und den reichen Landbesitz. Nach der Säkularisation 1808 wurde das Gebäude als säkulares Spital weitergeführt.
Auf Initiative der altaugsburggesellschaft wurde das Anwesen in den Jahren 1966 bis 1968 instand gesetzt.

## Die Heilig-Geist-Kapelle
Im Süden des Spital-Westflügels befindet sich die Heilig-Geist-Kapelle. Ursprünglich katholisch, wurde sie 1648 protestantisch und die evangelisch-lutherische Gemeinde St. Ulrich erhielt das Nutzungsrecht für sie.

## Grundherrschaft

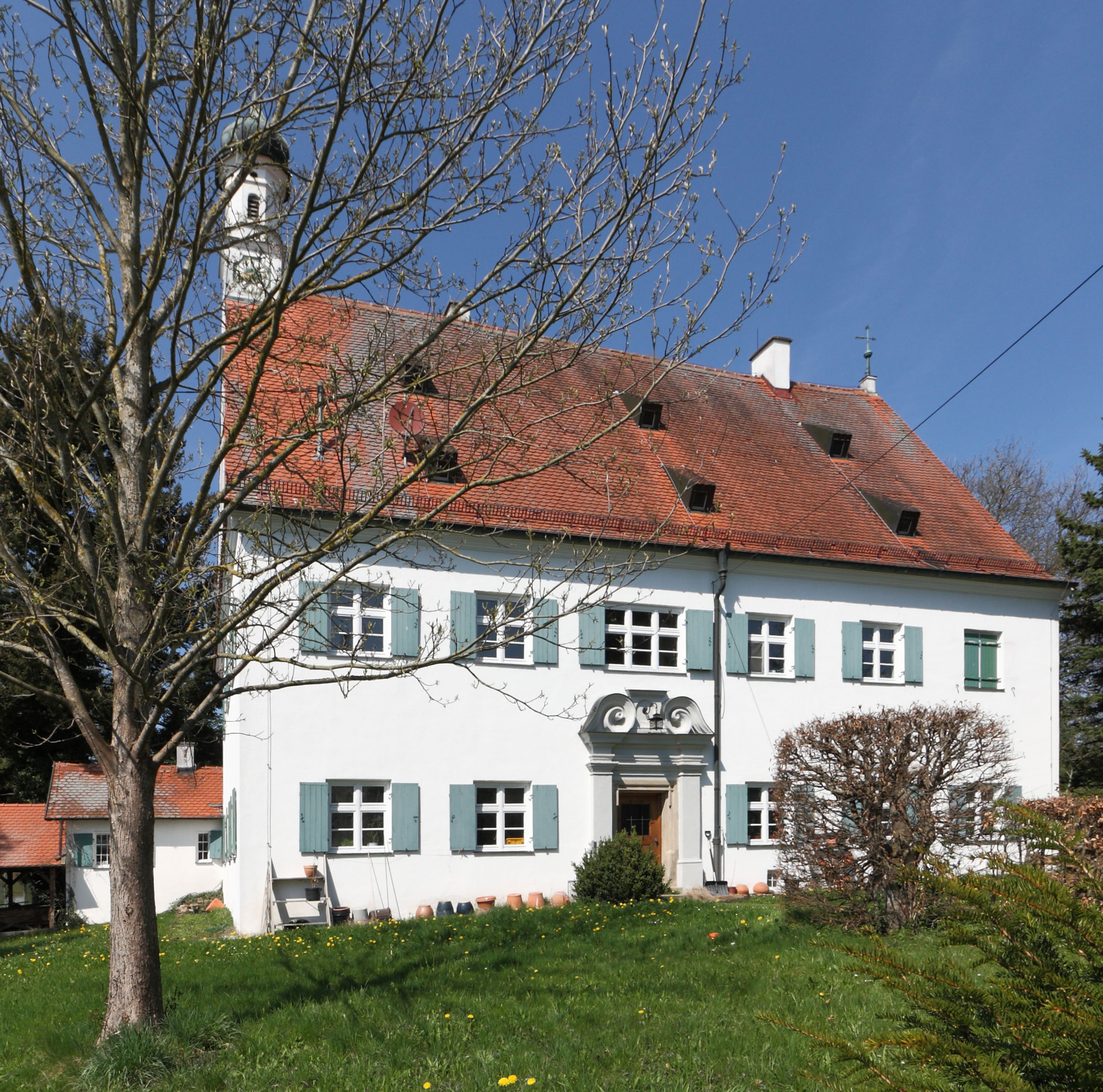
Ehemaliges Amthaus des Heilig-Geist-Spitals in Mittelneufnach

Die ländlichen Besitzungen des Spitals waren Reichsstädtisches Territorium. Die Oberhoheit lag beim Rat der Stadt und vorher beim Hochstift Augsburg.

### Verwaltungsgliederung
- Ortsherrschaft Bannacker: Bannacker (5 Anwesen)
- Obervogtamt Gabelbach: Gabelbach (37 Anwesen), Rückenmühle (1 Mühle), Auerbach (10 Anwesen), Buch (10 Anwesen), Kleinried (3 Anwesen), Unternefsried (1 Anwesen), Willishausen (15 Anwesen)
- Obervogtamt Täfertingen: Täfertingen (36 Anwesen), Hirblingen (42 Anwesen), Neusäß (10 Anwesen), Stadtbergen (1 Anwesen)
- Vogtamt Lützelburg: Lützelburg (45 Anwesen)
- Streubesitz: Agawang (4 Anwesen), Lindach (1 Anwesen), Schlipsheim (1 Anwesen), Ustersbach (1 Anwesen)

(Quelle:)

### Wappen
Dem Wappen des Heilig-Geistl-Spitals (Taube und Radkreuz) sind die Wappen folgender heutiger Ortschaften entlehnt

Hirblingen
Mittelneufnach
Neusäß
Reitenbuch
Täfertingen